# Groene tangare
De groene tangare (Chlorothraupis frenata) is een zangvogel uit de familie Cardinalidae (kardinaalachtigen).

## Verspreiding en leefgebied
Deze soort komt voor van zuidelijk Colombia tot noordwestelijk Bolivia (La Paz en Cochabamba).